# Schellerten
Schellerten är en kommun och ort i Landkreis Hildesheim i förbundslandet Niedersachsen i Tyskland.